# 托马斯·佩斯凯
托马斯·戈蒂耶·佩斯凯（法語：Thomas Gautier Pesquet，發音：[tɔmɑ ɡotje pɛskɛ]；1978年2月27日—），出生于法国滨海塞纳省鲁昂，是一名法国宇航员。

## 早期生活及教育
1996年，托马斯·佩斯凯毕业于鲁昂的皮埃尔·高乃依高级中学。2001年，他获得法国高等航空航天学院的硕士学位，主修太空系统及太空载具机械；在他毕业前的一年，他作为交换生在加拿大的蒙特利尔工程学院进修了航空航天硕士课程。

## 职业生涯
托马斯·佩斯凯最初从圖盧茲法国高等航空航天学院（ISAE-SUPAERO）以航空工程师学衔毕业，後在航空航天工业和国家太空研究中心（CNES）担任过各种职位。 2005年成为航空公司飞行员。2009年5月，他被欧洲航天局（ESA）选为第三批欧洲宇航员的六名候选人之一。
托马斯·佩斯凯是第十位进入太空的法国人，2016年11月17日他搭乘联盟号MS-03从哈萨克斯坦的拜科努尔航天发射场出发，于2016年11月至2017年6月间在国际空间站执行远征50/51太空任务。在此期间，托马斯·佩斯凯进行了约100项实验，其中一半是由欧洲航天局或国家太空研究中心負責，另一半是由国家航空航天局（NASA）負責。托马斯·佩斯凯在国际空间站进行两次共計六个小时的舱外活动以执行维护任务。此外在该次任务中，托马斯·佩斯凯还作为主角参与了法国太空纪录片《16次日出》（法語：16 levers de soleil）的拍摄工作。
2020年7月，托马斯·佩斯凯參加SpaceX龙飞船2号的第二次任务。因此，他成为第一位参与龙飞船飛行任務的欧洲人。
2021年4月23日，托马斯·佩斯凯第二次进入国际空间站（ISS）并执行遠征65/66任务。2021年8月8日，在2020年夏季奧林匹克運動會閉幕典禮的交替儀式上，托马斯·佩斯凯于国际空间站用薩氏管吹奏法國國歌开头几个小节以迎接2024年夏季奥林匹克运动会来到巴黎。2021年10月4日，托马斯·佩斯凯留在国际空间站执行远征66任务，并出任国际空间站指令长；他成为首位担任指令长的法国宇航员。